# Sutherland (Nebraska)
Sutherland és una població dels Estats Units a l'estat de Nebraska. Segons el cens del 2000 tenia 1.129 habitants.

## Demografia
Segons el cens del 2000, Sutherland tenia 1.129 habitants, 442 habitatges, i 307 famílies. La densitat de població era de 463,7 habitants per km².
Dels 442 habitatges en un 31,7% hi vivien nens de menys de 18 anys, en un 59,5% hi vivien parelles casades, en un 5,7% dones solteres, i en un 30,5% no eren unitats familiars. En el 27,8% dels habitatges hi vivien persones soles el 14,5% de les quals corresponia a persones de 65 anys o més que vivien soles. El nombre mitjà de persones vivint en cada habitatge era de 2,45 i el nombre mitjà de persones que vivien en cada família era de 3,02.
Per edats la població es repartia de la següent manera: un 25,3% tenia menys de 18 anys, un 6,6% entre 18 i 24, un 25,2% entre 25 i 44, un 24,1% de 45 a 60 i un 18,9% 65 anys o més.
L'edat mediana era de 40 anys. Per cada 100 dones de 18 o més anys hi havia 96,5 homes.
La renda mediana per habitatge era de 39.583 $ i la renda mediana per família de 47.132 $. Els homes tenien una renda mediana de 34.107 $ mentre que les dones 20.729 $. La renda per capita de la població era de 17.848 $. Aproximadament el 6,9% de les famílies i el 10% de la població estaven per davall del llindar de pobresa.

## Poblacions més properes
El següent diagrama mostra les poblacions més properes.